# 弗鲁滕-吉瑟尔斯多夫
弗鲁滕-吉瑟尔斯多夫是奥地利施蒂利亚州费尔德巴赫县的一个市镇。总面积10.88平方公里，总人口669人，人口密度61.5人/平方公里（2001年）。